# ゾシムス (ローマ教皇)
ゾシムス（Zosimus, ? - 418年12月26日）は、第41代ローマ教皇（在位：417年 - 418年）。カトリック教会で聖人とされる。